# Chaetonotus paradoxus
Chaetonotus paradoxus är en djurart som tillhör fylumet bukhårsdjur, och som beskrevs av Adolf Remane 1929. Chaetonotus paradoxus ingår i släktet Chaetonotus och familjen Chaetonotidae. Inga underarter finns listade i Catalogue of Life.